# Hyperhidrose
Hyperhidrose (hyper + afl. af gr. hi'drōs sved) betyder afgivning af ekstrem sved og er en patologisk lidelse. Den præcise årsag til hyperhidrose er endnu ikke fastlagt.
Lidelsen viser sig sædvanligvis i puberteten eller i den tidlige voksenalder, men kan også forekomme allerede i barndommen. Det vurderes at ca. 1% af befolkningen lider af hyperhidrose, ligeligt fordelt på mænd og kvinder. Noget tyder på, at lidelsen er medfødt i ca. 50% af tilfældene.
Hyperhidrose forårsages af overaktivitet i svedkirtlerne i en eller flere afgrænsede områder på kroppen, typisk i håndfladerne, under fødderne og i armhulerne. Hyperhidrose kan også forekomme som ekstrem sved i ansigtet og i hårbunden m.m. Disse områder på kroppen kan være konstant fugtige, hvilket i sig selv kan medføre en række gener. Fysisk kan der være tendens til, at huden bliver overfølsom og der udvikles eksem. Dårlig lugt er en anden fysisk gene. Den hyperhidrose-lidende person kan desuden hindres i at udføre normale hverdagsaktiviteter og sit arbejde på grund af den ekstreme sved. Hyperhidrose kan også give andre sociale og psykologiske problemer i forbindelse med omgang med andre mennesker.